# Raul Boesel
Raúl Guilherme de Mesquita Boesel (* 4. Dezember 1957 in Curitiba) ist ein ehemaliger brasilianischer Automobilrennfahrer. 

## Karriere
Raul Boesel stammt aus einer wohlhabenden Familie. Ursprünglich beabsichtigte er, seinem Bruder in den Reitsport zu folgen. Er war ein außerordentlicher Springreiter. Aber er begann sich für den Motorsport zu interessieren, startete 1974 mit dem Kartfahren und gewann die lokale Meisterschaft im nächsten Jahr. Im Jahr 1978 debütierte er in der brasilianischen Stock-Car-Serie, in der er 1979 den vierten Platz in der Meisterschaft belegte und „Rookie of the year“ wurde.
1980 ging er nach England, um in der dortigen Formel Ford zu starten. Er fuhr für Van Diemen und wurde jeweils Zweiter in der RAC- und der Townsend-Thoresen-Meisterschaft. Er siegte in 9 von 27 Rennen. 1981 stieg er in die Formel 3 auf und wurde Dritter der englischen Meisterschaft mit drei Siegen und zwölf Podiumsplatzierungen. Er fuhr für Murray Taylor Racing.
Im November testete er für McLaren. Sein Formel-1-Debüt gab er dann aber im darauffolgenden Jahr bei RAM Racing mit einem nicht konkurrenzfähigen March 821. Seine besten Resultate in diesem Jahr waren ein neunter Platz in Long Beach und ein achter Platz in Zolder. 1983 fuhr er seine zweite Formel-1-Saison im unterfinanzierten Ligier-Team. Beim Großen Preis der USA in Long Beach erzielte er mit dem siebenten Platz seine beste Karriereplatzierung.
1984 startete er in der südamerikanischen Formel-2-Meisterschaft und gewann ein Rennen in Rio de Janeiro.
1985 wechselte er in die USA und gab sein Debüt in der Indy Car World Series für Dick Simon Racing. Er wurde der schnellste Rookie in einer Qualifikation zum Indianapolis 500 bei seiner ersten Erfahrung auf einem Ovalkurs. Seine beste Platzierung in dieser Saison war ein achter Platz in Elkhart Lake. Er fuhr auch 1986 für Dick Simon Racing die komplette Saison von 17 Rennen und wurde 13. der Meisterschaft. Er erreichte acht Top-Ten-Platzierungen. Seine besten Resultate war jeweils ein fünfter Platz in den 500-Meilen-Rennen in Michigan und Pocono. Beim Saisonfinale in Miami startete er von Position zwei ins Rennen.
1987 wechselte er zur Sportwagen-Weltmeisterschaft und gewann mit Jaguar den Titel. Er gewann die Rennen in Jerez, Silverstone, Brands Hatch, auf dem Nürburgring und in Spa-Francorchamps. Im folgenden Jahr gewann er zusammen mit Martin Brundle und John Nielsen in einem Jaguar XJR-9 das 24-Stunden-Rennen von Daytona. In diesem Jahr startete er ebenfalls in die Indy-Car-Serie für Shierson. 1989 wurde er in Indianapolis Dritter und wechselte 1990 zu Truesports.
1991 fuhr er mit Jaguar in der IMSA-Rennserie und wurde Zweiter bei den 24 Stunden von Le Mans. 1993 kehrte er zu Dick Simon Racing in die Indy-Car-Serie zurück und wurde Gesamtfünfter. Er fuhr noch bis 1998 bei den Indy Cars unter anderem für das Team Green, wechselte dann in die Indy Racing League, verließ diese aber bald und ging in seine Heimat Brasilien zurück. 2005 beendete er seine aktive Rennkarriere.

## Statistik

### Le-Mans-Ergebnisse
| Jahr | Team            | Fahrzeug       | Teamkollege     | Teamkollege   | Platzierung | Ausfallgrund    |
| ---- | --------------- | -------------- | --------------- | ------------- | ----------- | --------------- |
| 1987 | Silk Cut Jaguar | Jaguar XJR8-LM | Jan Lammers     | Eddie Cheever | Rang 5      |                 |
| 1988 | Silk Cut Jaguar | Jaguar XJR9-LM | Henri Pescarolo | John Watson   | Ausfall     | Getriebeschaden |
| 1991 | Silk Cut Jaguar | Jaguar XJR12   | Michel Ferté    | Davy Jones    | Rang 2      |                 |

### Sebring-Ergebnisse
| Jahr | Team                    | Fahrzeug       | Teamkollege        | Teamkollege  | Platzierung | Ausfallgrund |
| ---- | ----------------------- | -------------- | ------------------ | ------------ | ----------- | ------------ |
| 1988 | Castrol Jaguar Racing   | Jaguar XJR-9D  | Martin Brundle     | John Nielsen | Ausfall     | Motorschaden |
| 1990 | Dauer Racing            | Porsche 962C   | Hans-Joachim Stuck |              | Ausfall     | Unfall       |
| 1991 | Bud Light Jaguar Racing | Jaguar XJR-12D | Davy Jones         | John Nielsen | Rang 5      |              |

### Einzelergebnisse in der Sportwagen-Weltmeisterschaft
| Saison | Team              | Rennwagen     | 1   | 2   | 3   | 4   | 5   | 6   | 7   | 8   | 9   | 10  | 11  |
| ------ | ----------------- | ------------- | --- | --- | --- | --- | --- | --- | --- | --- | --- | --- | --- |
| 1982   | Amada Dome        | Dome RC82     | MON | SIL | NÜR | LEM | SPA | MUG | FUJ | BRH |     |     |     |
| 1982   | Amada Dome        | Dome RC82     | DNF |     |     |     |     |     |     |     |     |     |     |
| 1987   | Jaguar            | Jaguar XJR-8  | JAR | JER | MON | SIL | LEM | NÜN | BRH | NÜR | SPA | FUJ |     |
| 1987   | Jaguar            | Jaguar XJR-8  | 3   | 1   | DNF | 1   | 5   | 4   | 1   | 1   | 1   | 2   |     |
| 1988   | Jaguar            | Jaguar XJR-9  | JER | JAR | MON | SIL | LEM | BRÜ | BRH | NÜR | SPA | FUJ | SAN |
| 1988   | Jaguar            | Jaguar XJR-9  |     | DNF |     |     |     |     |     |     |     |     |     |
| 1990   | Konrad Motorsport | Porsche 962   | SUZ | MON | SIL | SPA | DIJ | NÜR | DON | MOT | MEX |     |     |
| 1990   | Konrad Motorsport | Porsche 962   |     | DNF |     |     |     | 11  |     |     |     |     |     |
| 1991   | Jaguar            | Jaguar XJR-12 | SUZ | MON | SIL | LEM | NÜR | MAG | MEX | AUT |     |     |     |
| 1991   | Jaguar            | Jaguar XJR-12 | 2   |     |     |     |     |     |     |     |     |     |     |